# Kladanj (kommun)
Kladanj är en kommun i Bosnien och Hercegovina.   Den ligger i entiteten Federationen Bosnien och Hercegovina, i den centrala delen av landet, 50 km nordost om huvudstaden Sarajevo.